# Polyscias neraudiana
Polyscias neraudiana là một loài thực vật thuộc họ Araliaceae. Đây là loài đặc hữu của Mauritius. Chúng hiện đang bị đe dọa vì mất môi trường sống.